# SS Niemen
SS Niemen, polski parowiec, masowiec o nośności 5146 DWT, który zatonął w 1932 roku po kolizji z fińskim żaglowcem.
Statek ten, nowoczesny wówczas masowiec, został odkupiony przez Żeglugę Polską jeszcze podczas budowy dla innego armatora. Zwodowany został 7 marca 1928 roku w stoczni Craig Taylor & Co. w Stockton-on-Tees w Wielkiej Brytanii. Wprowadzony do służby niedługo później, został ówczesnym rekordzistą wielkości wśród statków PMH. Bliźniacza Wisła – zwodowana w tej samej, co Niemen stoczni 6. czerwca 1928 roku – była historycznie pierwszym statkiem, zbudowanym specjalnie na polskie zamówienie dla armatora Żegluga Polska). Po wejściu do służby pływał jako tramp. 24 lutego 1931, w drodze z portugalskiej Madery do położonego w Argentynie portu Colón, pod dowództwem kpt. L. Rusieckiego, jako pierwszy polski statek handlowy przekroczył z ładunkiem równik (wcześniej, w roku 1923 dokonał tego żaglowiec szkolny Lwów). W drodze powrotnej do Europy SS Niemen zawinął do portów w Buenos Aires, Mar del Plata i Rio de Janeiro. 
Dwukrotnie statek miał związek z osobą Józefa Piłsudskiego: pierwszy raz, gdy podczas jego pobytu w Egipcie wynajęty został przez rząd jako jednostka łącznikowa i pozostawał na wodach egipskich, drugi raz, gdy zawinął na Maderę podczas pobytu tam marszałka i kapitan statku Leon Rusiecki (pierwszy polski kapitan wykształcony w polskiej Państwowej Szkole Morskiej) złożył marszałkowi wizytę.
Zatonął na wodach Kattegatu na skutek kolizji 1 października 1932 roku o godz. 3.07 w ciągu ośmiu minut po uderzeniu w lewą burtę przez fiński żaglowiec „Lawhill,” bez strat w załodze (kapitanem statku był nadal Leon Rusiecki, w chwili wypadku wachtę pełnił II oficer Bolesław Kucharski). Jedyną śmiertelną ofiarą tej kolizji był drugi oficer statku fińskiego, przygnieciony spadającą z fokmasztu barku reją. Czteromasztowiec Lawhill należał do floty aalandzkiego armatora G. Eriksona.
Załoga Niemna została uratowana przez szwedzki statek pasażerski „Kronprinsessan Margareta”, który odnalazł szalupę kilka godzin po katastrofie i zawrócił z rozbitkami do Göteborga, skąd właśnie wyszedł w rejs do Ameryki Południowej. Rok później podczas wizyty w Gdyni szwedzki statek został uhonorowany tablicą pamiątkową, nagrody otrzymali też jego kapitan i oficer, który wypatrzył rozbitków. Polska Izba morska nie dopatrzyła się winy Niemna w spowodowaniu kolizji, zarzucając Lawhillowi nieudzielenie pomocy załodze polskiego statku. Orzeczenie to może budzić wątpliwości, gdyż według prawa drogi morskiej żaglowiec ma pierwszeństwo przed statkiem o napędzie mechanicznym; prawdopodobnie jednak światła Lawhilla były zbyt słabe lub zasłonięte przez żagle, w związku z czym nie były widziane na polskim statku.
Wrak Niemna leżący dość płytko został w latach sześćdziesiątych XX wieku rozsadzony przez Duńczyków ładunkami wybuchowymi, a złom i przewożony węgiel wydobyto.